# Jan Kruliš (architekt)
Jan Kruliš (23. června 1829 Poličany u Kutné Hory – 11. prosince 1903 Královské Vinohrady) byl český architekt a stavební podnikatel. Několik let vyučoval vodní a silniční stavby na vysokých školách ve Vídni. Po roce 1857 se zaměřil na stavbu železnic, mostů a průmyslových objektů, zprvu pro státní dráhy, po roce 1866 jako samostatný podnikatel. Jeho pokračovatelem byl syn Zdeněk Kruliš.

## Život
Narodil se 23. června 1829 v Poličanech u Kutné Hory v rodině statkáře. Absolvoval techniku a výtvarnou akademii ve Vídni.
V letech 1850 až 1857 zastával místo asistenta katedry (stolice) pro vodní a silniční stavby na technických vysokých školách ve Vídni. Poté přijal místo inženýra u c. k. státní dráhy, pro kterou uskutečnil několik velkých staveb v Uhrách.
Roku 1866 se usadil jako samostatný inženýr a stavební podnikatel na Královských Vinohradech. Jeho firma (J. Kruliš) provedla v následujících desetiletích řadu vodních, železničních a průmyslových staveb. Mimo jiné:
- regulace Sázavy
- Železniční trať Poříčany–Nymburk
- Železniční trať Kralupy nad Vltavou – Velvary
- železniční trať Lovosice – Libochovice – Louny
- železniční trať Přelouč – Heřmanův Městec – Vápenný Podol
- železniční trať Jenšovice–Lužec
- železniční trať Zlonice–Hospozín (dnes část trati Zlonice–Roudnice)
- železniční trať Domažlice–Kdyně (dnes část trati Domažlice – Horažďovice předměstí)
- Železniční trať Častolovice–Solnice
- železniční trať Rakovník – Bečov nad Teplou
- železniční trať Mělník–Mšeno (dnes část trati Mladá Boleslav – Mělník) s vlečkami do Střednic a k Labi
- železniční trať Vodňany-Číčenice – Týn nad Vltavou (Vodňany-Číčenice je dřívější název nynější stanice Číčenice)
- Železniční trať Staňkov–Poběžovice (Ronšperk)
- železniční trať Jičín–Turnov (dnes část trati Hradec Králové – Turnov)
- nábřeží a most přes Radbuzu v Plzni
- most v Týně nad Vltavou
- most přes Labe v Josefově
- Lanová dráha na Letnou

Roku 1903 předal rodinnou firmu synu Zdeňkovi. Zemřel 11. prosince 1903 na Královských Vinohradech. Pohřben byl na Vyšehradě.

## Rodina
Oženil se s dcerou maršálka rytíře Fitze. Měli spolu dva syny a čtyři dcery.
- Starší syn Otokar Kruliš rytíř Randa, rovněž technicky vzdělaný, pracoval v otcově firmě, ale 13. května 1900 náhle zemřel. Jeho manželka Anděla byla dcerou Antonína Randy. Měli spolu dva syny:[7] Otokar Kruliš-Randa (1890–1958) se proslavil jako průmyslník, vysokoškolský pedagog, šachista a politický vězeň komunistického režimu,[8] Ivo Kruliš-Randa (1893–1973) byl známý jako hutní technik.[9]
- Mladší syn Zdeněk Kruliš převzal po otcově smrti vedení firmy.[4]